# كينيث هاركنز
كينيث هاركنز (بالإنجليزية: Kenneth Harkins)‏ هو قاضي أمريكي، ولد في 1 سبتمبر 1921 في كاديز في الولايات المتحدة، وتوفي في 8 أكتوبر 2009 في بيلي إس كروسروادس في الولايات المتحدة.